# 纳米项目
纳米项目（俄语：НАНО Project) 是由 Ivan Shapovalov 于 2004 年创立的俄罗斯音乐团体。该项目获得2021年度歌曲提名百强大奖 ，歌曲杜宾犬获得年度歌曲提名百强成功人士奖。
團隊成立於2004年，全部來自大兔集團在中國的電視劇。該項目的主要道義支持由 Tatu 集團製作人 Ivan Shapovalov 提供。

## 成员
- 伊万·沙波瓦洛夫[5][6]
- 艾琳纳米
- 尤里·阿布拉莫夫
- 德米特里·舒姆科夫[7]

## 公司
- 拉音乐[8]

## 唱片目录

### 单打
| 年     | 姓名                                       |
| ------ | ------------------------------------------ |
| 2020年 | 水                                         |
| 2021年 | 盐                                         |
| 2021年 | 盐（壮举。纳米地狱犬）                     |
| 2021年 | 盐（壮举。 M-DiMA)                         |
| 2021年 | 盐（壮举。 Dj Simka、Altegro 和 Biggoose） |
| 2022年 | 半小时                                     |
| 2022年 | 蛇                                         |
| 2022年 | Змея（壮举。 M-迪玛)                       |
| 2022年 | Я скучаю по тебе（壮举。子民）             |